# Sabana xerófila del Kalahari
La sabana xerófila del Kalahari es una ecorregión de la ecozona afrotropical, definida por WWF, que se extiende entre Namibia, Botsuana y Sudáfrica.

## Descripción
Es una ecorregión de desierto que ocupa 588.100 kilómetros cuadrados en la zona más árida del Kalahari, entre el sureste de Namibia, el suroeste de Botsuana y el noroeste de Sudáfrica.
Limita al noroeste con la sabana arbolada de mopane de Angola, al noreste con la sabana arbolada del Kalahari, al este con la sabana arbolada de África austral, al sureste con la pradera del Alto Veld, al sur con el Karoo nama y al oeste con la sabana arbolada de Namibia.

## Estado de conservación
Relativamente estable/Intacto.